# Ice Spice
Айсіс Ґастон (англ. Isis Gaston; нар. 1 січня 2000, Бронкс, Нью-Йорк, США), відоміша під псевдонімом Ice Spice — американська реп-виконавиця. Вона стала відома наприкінці 2022 року зі своєю піснею Munch (Feelin' U), яка набула вірусної популярності на TikTok. За нею пішли сингли «Bikini Bottom» і «In Ha Mood», що призвело до випуску її дебютного мініальбому Like..? (2023). Вона вперше потрапила до чарту Billboard Hot 100 із спільною піснею Lil Tjay «Gangsta Boo». Її сингли-ремікси «Boy's a Liar Pt. 2» (з PinkPantheress) і «Princess Diana» (з Нікі Мінаж) потрапили до першої п'ятірки чарту Hot 100, а її ремікс на пісню «Karma» Тейлор Свіфт вийшов 26 травня 2023 року.
Журнал The New York Times назвав Ice Spice «новою принцесою репу», а журнал Time — «проривною зіркою».

## Біографія

### Раннє життя
Народилася 1 січня 2000 року в Бронксі, Нью-Йорк. Вона старша з п'яти братів та сестер. Її батько, колишній андеграундний репер, афроамериканець, а мати, яка народила Айсіс у 17 років, домініканка. Батьки розлучилися, коли дівчині було два роки. У віці семи років полюбила хіп-хоп після того, як почула пісні таких реперок, як Lil’ Kim та Нікі Мінаж, а у старшій школі почала писати вірші та фрістайл-реп.

### Кар'єра

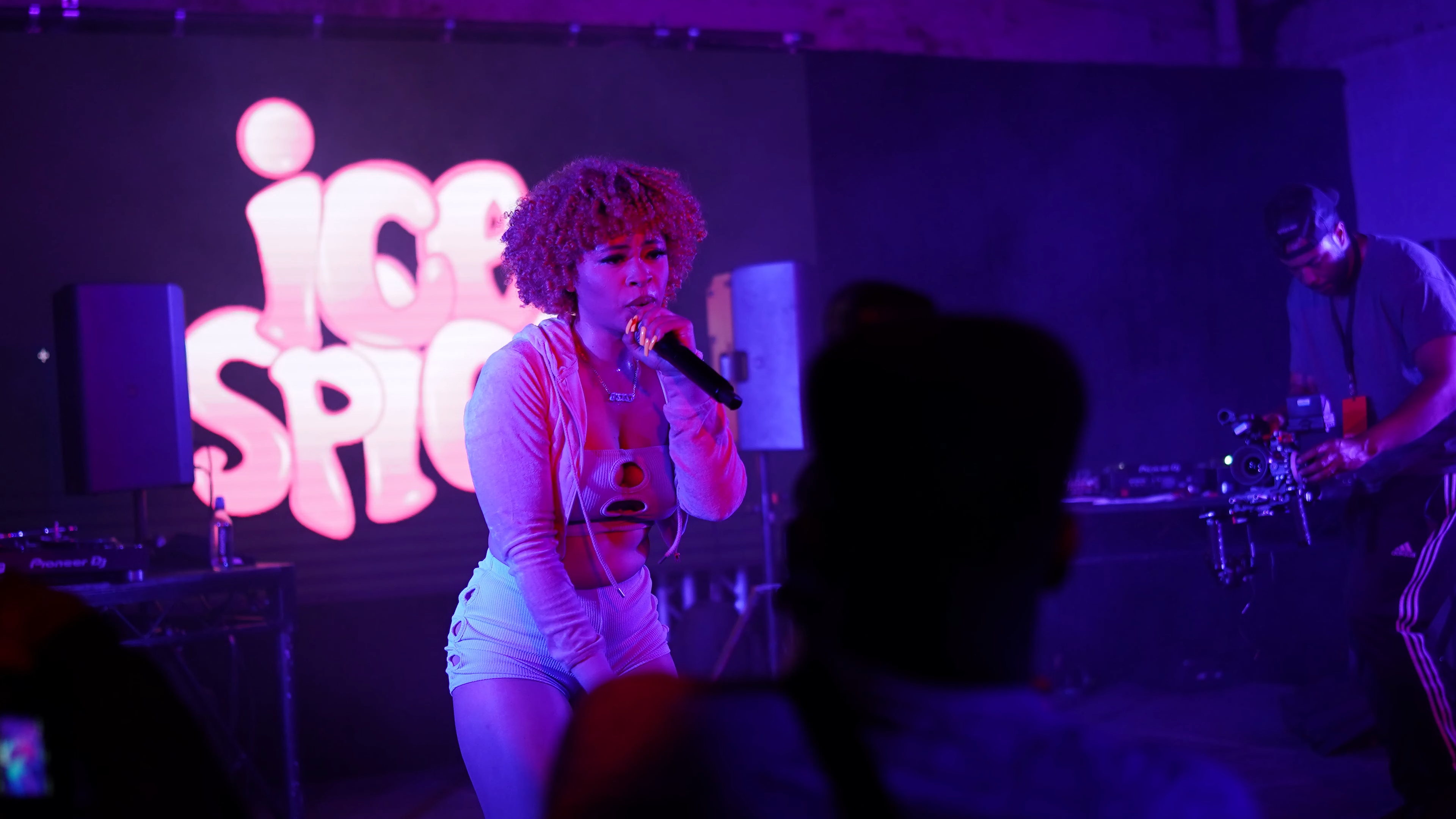
Виступ Ice Spice у 2022 році

Почала читати реп у 2021 році після зустрічі з продюсером RiotUSA, коли вони разом навчалися в Перчейз-коледжі, з якого її за підсумком виключили. Він спродюсував її дебютну пісню «Bully Freestyle», що вийшла в березні 2021 року після того, як одне з відео з фрістайлом дівчини стало популярним у Twitter. Першу популярність набула після релізу треку «Name of Love» на SoundCloud у лютому 2022 року. Її пісня «Munch (Feelin' U)», що вийшла 10 серпня того ж року, набула популярності після того, як отримав підтримку від Дрейка, який поставив цю пісню на своїй радіостанції Sirius XM. У вересні дівчина підписала контракт із 10K Projects і Capitol Records. Дебютний мініальбом Like..?, вийшов 20 січня 2023 року і містив сингли «Munch (Feelin' U)», «Bikini Bottom» і «In Ha Mood».
У лютому 2023 року спільно з Lil Tjay випустила триб'ют-сингл «Gangsta Boo», на честь однойменної покійної реп-виконавиці. Сингл став її першою піснею в Billboard Hot 100, посівши 82-е місце. 3 лютого 2023 року вийшов ремікс на пісню співачки PinkPantheress «Boy's a Liar Pt. 2» за участю Ice Spice та відеокліп. Пісня посіла 3-е місце у Billboard Hot 100. У квітні 2023 року вона випустила ремікс на пісню «Princess Diana» з Нікі Мінаж. Пісня посіла четверте місце в Hot 100, принісши Ice Spice її другий хіт у першій десятці чарту та двадцять другий хіт у першій десятці для Мінаж.
24 травня 2023 року було оголошено про випуск реміксу на пісню Тейлор Свіфт «Karma» за участю Ice Spice, який вийшов 26 травня 2023 року. Ремікс є бонус-треком на спеціальному виданні десятого студійного альбому Свіфт Midnights (2022). Музичне відео на ремікс за участю Свіфт та Ice Spice вийшло 27 травня. Pitchfork назвав 2023 роком прориву Ice Spice.
У червні 2023 року Ice Spice та Нікі Мінаж випустили саундтрек до фільму «Барбі». Кліп на пісню «Barbie World» вийшов на YouTube-каналі Мінаж.
У 2025 році зіграла першу кінороль у житті — у кримінальному трилері Спайка Лі «З вершин до низин».

## Артистизм

### Музичний і ліричний стиль
Музика Ice Spice — це насамперед бронкс-дрил. Її псевдонім походить від її «фінсти» (фейкового акаунту в Instagram), який вона створила у віці 14 років. Вона розповідала, що пише всі свої тексти сама, хоча не вважає себе поетесою. Вона пояснила, що воліє, щоб її тексти були «дуже простими» і «легкозасвоюваними».

### Вплив
У 2022 році в статті для Rolling Stone під назвою «Моє життя в 10 піснях» Ice Spice занесла до свого списку пісню Coldplay «Yellow» та пісню The 1975 «Sex». Вона заявила: «Коли мені було 13 або 14 років, я постійно слухала [The 1975]. Це було моє лайно, я думаю, це тому, що вони з Європи і у нього [[[Метті Гілі|Меті Гілі]]] був цей [британський] акцент. Для мене це було чимось особливим».
Вперше почати читати реп Ice Spice надихнули Sheff G та Поп Смоук, також вона надихається Lil’ Kim, Нікі Мінаж, Cardi B, Фоксі Браун та Remy Ma через їхнє нью-йоркське коріння. Вона також назвала Еріку Баду, Ріанну, Тейлор Свіфт і Лорін Гілл своїми натхненнями через їхню «витончену ангельську енергію позачасової краси».

## Особисте життя
Ice Spice — бісексуалка. Вона переїхала до Нью-Джерсі після кар'єрного прориву, оскільки почала відчувати, що стала занадто впізнаваною в рідному Бронксі і втрачала там приватність.

## Дискографія

### Мініальбоми
- Like..?[en] (2023)

## Нагороди та номінації
| Нагорода                              | Рік  | Категорія                          | Номінація                               | Результат | Прим.  |
| ------------------------------------- | ---- | ---------------------------------- | --------------------------------------- | --------- | ------ |
| All-Rap Caviar                        | 2023 | Rookie of The Year                 | Ice Spice                               | Номінація | [ 38 ] |
| All-Rap Caviar                        | 2023 | Second Team                        | Ice Spice                               | Перемога  | [ 38 ] |
| BET Awards                            | 2023 | Best Female Hip Hop Artist         | Ice Spice                               | Номінація | [ 39 ] |
| BET Awards                            | 2023 | Best New Artist                    | Ice Spice                               | Номінація | [ 39 ] |
| BET Awards                            | 2023 | Best Collaboration                 | «Boy's a Liar Pt. 2» (з PinkPantheress) | Номінація | [ 39 ] |
| BET Awards                            | 2023 | BET Her                            | «Boy's a Liar Pt. 2» (з PinkPantheress) | Номінація | [ 39 ] |
| BET Hip-Hop Awards                    | 2023 | Best Collaboration                 | «Princess Diana» (з Нікі Мінаж)         | Номінація | [ 40 ] |
| BET Hip-Hop Awards                    | 2023 | Best Breakthrough Hip-Hop Artist   | Ice Spice                               | Перемога  | [ 40 ] |
| Billboard Music Awards                | 2023 | Top New Artist                     | Ice Spice                               | Номінація | [ 41 ] |
| Billboard Music Awards                | 2023 | Top Rap Female Artist              | Ice Spice                               | Номінація | [ 41 ] |
| Billboard's R&B/Hip-Hop Power Players | 2023 | Rookie of The Year                 | Ice Spice                               | Перемога  | [ 42 ] |
| BMI R&B/Hip-Hop Awards                | 2023 | Impact Award                       | Ice Spice                               | Перемога  | [ 43 ] |
| Forbes 30 Under 30                    | 2024 | Music                              | Ice Spice                               | Перемога  | [ 44 ] |
| Grammy Awards                         | 2024 | Best New Artist                    | Ice Spice                               | Номінація | [ 45 ] |
| Grammy Awards                         | 2024 | Best Pop Duo/Group Performance     | «Karma» (з Тейлор Свіфт)                | Номінація | [ 45 ] |
| Grammy Awards                         | 2024 | Best Rap Song                      | «Barbie World» (з Нікі Мінаж та Aqua)   | Номінація | [ 45 ] |
| Grammy Awards                         | 2024 | Best Song Written for Visual Media | «Barbie World» (з Нікі Мінаж та Aqua)   | Номінація | [ 45 ] |
| MTV Europe Music Awards               | 2023 | Best Collaboration                 | «Boy's a Liar Pt.2» (з PinkPantheress)  | Номінація | [ 46 ] |
| MTV Europe Music Awards               | 2023 | Best New                           | Ice Spice                               | Номінація | [ 46 ] |
| MTV Europe Music Awards               | 2023 | Best Push                          | Ice Spice                               | Номінація | [ 46 ] |
| MTV Video Music Awards                | 2023 | Best New Artist                    | Ice Spice                               | Перемога  | [ 47 ] |
| MTV Video Music Awards                | 2023 | Best Push Performance              | «Princess Diana»                        | Номінація | [ 47 ] |
| MTV Video Music Awards                | 2023 | Song of Summer                     | «Barbie World» (з Нікі Мінаж та Aqua)   | Номінація | [ 48 ] |
| MTV Video Music Awards                | 2023 | Song of Summer                     | «Karma» (з Тейлор Свіфт)                | Номінація | [ 48 ] |
| Soul Train Music Awards               | 2023 | Best Collaboration                 | «Boy's a Liar Pt. 2» (з PinkPantheress) | Номінація | [ 49 ] |
| Soul Train Music Awards               | 2023 | Video of the Year                  | «Boy's a Liar Pt. 2» (з PinkPantheress) | Номінація | [ 49 ] |
| Streamy Awards                        | 2023 | Sound of the Year                  | «Boy's a Liar Pt. 2» (з PinkPantheress) | Номінація | [ 50 ] |
| Streamy Awards                        | 2023 | Sound of the Year                  | «In Ha Mood»                            | Номінація | [ 50 ] |